# Dźwig przyścienny

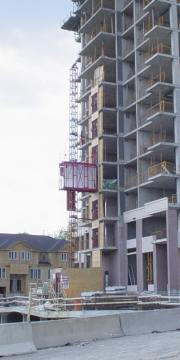
dźwig przyścienny

Dźwig przyścienny (budowlany), wyciąg masztowy – dźwig stosowany najczęściej w budownictwie w czasie prac wykończeniowych, gdy główna struktura budynku lub jej część już istnieje. Dźwig przyścienny montowany jest do fasady budynku i służy do transportowania osób i materiałów. Po zakończeniu budowy dźwig jest demontowany.

Dźwig przyścienny składa się z pionowej struktury kratownicowej zwanej masztem lub wieżą, platformy lub kabiny transportowej oraz z napędu.

## Podział dźwigów budowlanych ze względu na

### Rodzaje napędu
- linowy (za pomocą cięgnika)
- zębatkowy (po listwie zębatej zamocowanej do masztu)

### Rodzaje ładunku
- towarowe
- towarowo-osobowe